# Luttunjaure
Luttunjaure är en sjö i Arjeplogs kommun i Lappland och ingår i Piteälvens huvudavrinningsområde. Sjön har en area på 3,56 kvadratkilometer och ligger 429 meter över havet. Luttunjaure ligger i Piteälven Natura 2000-område. Sjön avvattnas av vattendraget Piteälven.

## Delavrinningsområde
Luttunjaure ingår i det delavrinningsområde (736338-162048) som SMHI kallar för Utloppet av Luttunjaure. Medelhöjden är 534 meter över havet och ytan är 40,73 kvadratkilometer. Räknas de 252 avrinningsområdena uppströms in blir den ackumulerade arean 4 013,78 kvadratkilometer. Avrinningsområdets utflöde Piteälven mynnar i havet. Avrinningsområdet består mestadels av skog (82 procent). Avrinningsområdet har 4,58 kvadratkilometer vattenytor vilket ger det en sjöprocent på 11,2 procent.